# Bruant des plaines
Spizella pallida
Espèce
Statut de conservation UICN

 LC  : Préoccupation mineure
Le Bruant des plaines (Spizella pallida) est une espèce de passereau appartenant à la famille des Passerellidae.

## Description
Cet oiseau mesure 12 à 13,5 cm de longueur. L'adulte présente des parties supérieures beiges avec des raies noires sur le dos, un croupion brun ou beige. La tête arbore une raie blanche à son sommet, de larges sourcils et des moustaches blanchâtres, des joues brunes délimitées par de fines lignes noires, des lores pâles et une nuque grise contrastant avec le dos. Le jeune présente un plumage très proche mais avec de fines stries sur la poitrine et des motifs moins nets au niveau de la tête.

## Répartition
Il est originaire d'Amérique du Nord. Il est erratique d'octobre à février dans le nord des Bahamas et à Cuba.

Carte de répartition
Aire de nidification
Voie migratoire
Aire d'hivernage

## Habitat
En migration et en hivernage, cet oiseau fréquente les fourrés littoraux, les marais saumâtres et les maquis.